# Peter Lundström
Johan Peter Lundström, född 1 januari 1783 i Linköping, död 18 januari 1868 i Jönköping, var en svensk boktryckare och tidningsutgivare.

## Biografi
1803 övertog Lundström Johan Per Lindhs boktryckeri i Örebro, bosatte sig därefter i Jönköping, där han köpte det Marquardtska boktryckeriet och utgav från 1807 Jönköpings tidning. Lundström tryckte bland annat kistebrev och skillingtryck.
Peter Lundström var son till orgelbyggaren Peter Lundström och Christina Sandberg. Han blev efter faderns död 1802 boktryckarlärling i Linköping och faktor vid ett tryckeri i Örebro 1804–06.
Han köpte 1806 Marquardska tryckeriet i Jönköping. Han gav ut skillingtryck och så kallade kistebrev och blev i egenskap av detta förevigad i Viktor Rydbergs dikt "Träsnittet i psalmboken". Hans kistebrev var mycket populära och anses ha spelat en stor roll i folks uppfostran. Under åren 1807–50 gav Lundström ut Jönköpings Tidning och drev 1821–48 papperstillverkning vid det av honom arrenderade Stensholms Pappersbruk utanför Huskvarna. Han ägde också 1816–18 Ackkärrsbruk i Värmland. Han sålde sitt tryckeri 1851.
Han gifte sig 1812 med Johanna Schalander. Paret fick sju barn, bland andra Johan Edvard Lundström och Carl Frans Lundström.
Peter Lundström var också verksam som kommunalman.